# ینیپازار (آیدین)
ینیپازار (به ترکی استانبولی: Yenipazar) یک منطقهٔ مسکونی در ترکیه است که در استان آیدین واقع شده‌است.